# Lainjanji
Lainjanji is een bestuurslaag in het regentschap Oost-Soemba van de provincie Oost-Nusa Tenggara, Indonesië. Lainjanji telt 1126 inwoners (volkstelling 2010).